# Lautrec
Lautrec is een gemeente in het Franse departement Tarn (regio Occitanie) en telt 1673 inwoners (2005). De plaats maakt deel uit van het arrondissement Castres. Lautrec is lid van Les Plus Beaux Villages de France.

## Geografie
De oppervlakte van Lautrec bedraagt 54,5 km², de bevolkingsdichtheid is 30,7 inwoners per km².
De onderstaande kaart toont de ligging van Lautrec met de belangrijkste infrastructuur en aangrenzende gemeenten.

## Demografie
Onderstaande figuur toont het verloop van het inwonertal (bron: INSEE-tellingen).